# Noumandiez Doué
Noumandiez Désiré Doué, född 29 september 1970, är en fotbollsdomare från Elfenbenskusten. Doué blev internationell Fifa-domare 2004.

## Karriär
Doué utbildade sig till farmaceut. Mellan 2004 och 2015 var han internationell domare och dömde bland annat vid världsmästerskap i Brasilien 2014. Åren 2016 till 2020 arbetade han för Central Committee of Referees i det ivorianska fotbollsförbundet. År 2021 utsågs han till första vice ordförande för CAF:s centrala domarkommitté och 2022 tog han över rollen som ordförande. Han efterträdde då seychelloisen Eddy Allen Maillet.